# Raymond Lefèvre
Raymond Lefèvre (n. 20 noiembrie 1929, Calais, Nord-Pas-de-Calais, Franța – d. 27 iunie 2008, Seine-Port⁠(d), Île-de-France, Franța) a fost un compozitor și dirijor francez.